# Ahreifel
Die Ahreifel ist ein Naturraum im Nordosten der Eifel. Sie umfasst das mittlere Ahrtal sowie das Ahrgebirge nördlich und die Höhenlagen südlich davon. Sie liegt dabei beidseits der Grenze zwischen Nordrhein-Westfalen und Rheinland-Pfalz.

## Lage
Die Ahreifel liegt zwischen der Gemeinde Blankenheim im Westen und den Städten Bad Münstereifel im Norden, Ahrweiler im Osten sowie Adenau im Süden. Sie umfasst dabei das Ahrtal etwa von Antweiler im Westen bis Ahrweiler im Osten. In Nordrhein-Westfalen gehören alle Gebiete der Ahreifel zur Stadt Bad Münstereifel im Kreis Euskirchen. In Rheinland-Pfalz gehören die Gebiete der Ahreifel zu den Verbandsgemeinden Adenau und Altenahr sowie zur Stadt Bad Neuenahr-Ahrweiler, alle im Landkreis Ahrweiler.

## Naturräumliche Gliederung
Im Handbuch der naturräumlichen Gliederung Deutschlands bildet die Ahreifel die Haupteinheit 272 und gehört zur Haupteinheitengruppe 27 Osteifel. Sie ist wie folgt weiter untergliedert:
- 272 Ahreifel
  - 272.0 Reifferscheider Bergland
  - 272.1 Nördliches Ahrbergland
  - 272.2 Mittleres Ahrtal
    - 272.20 Dümpelfelder Ahrtal
    - 272.21 Recher Ahrengtal

  - 272.3 Südliches Ahrbergland

## Orte
Adenau im Süden, direkt an der Grenze zur Hocheifel, ist die einzige Stadt, deren Stadtkern auf dem Gebiet der Ahreifel liegt. Ansonsten ist die Besiedlung durch kleine bis mittelgroße Dörfer gekennzeichnet. Im Ahrtal finden sich ahrabwärts unter anderem Antweiler, Schuld, Liers, Hönningen, Ahrbrück, Altenahr, Mayschoß und Dernau. Nördlich der Ahr finden sich in Nordrhein-Westfalen die südlichen Höhenlagen des Stadtgebietes von Bad Münstereifel mit der Mutscheid, Rupperath, Mahlberg, Effelsberg und Houverath. In Rheinland-Pfalz liegen die Ortsgemeinden Hümmel, Wershofen, Lind und Kalenborn. Ebenfalls in Rheinland-Pfalz finden sich südlich der Ahr Rodder, Reifferscheid, Niederadenau, Kesseling und Ramersbach.